# Championnat du Laos de football 2004
Navigation
Saison suivante
La saison 2004 du Championnat du Laos de football est la quinzième édition du championnat de première division au Laos. Cette édition regroupe onze clubs au sein d'une poule unique, où ils s'affrontent à deux reprises. En fin de saison, les deux derniers du classement sont relégués tandis que le club classé 9e doit passer par un barrage de promotion-relégation.
C'est le MCTPC FC, double tenant du titre, qui remporte à nouveau la compétition cette saison après avoir terminé en tête du classement final, avec quatorze points d'avance sur Lao-American College. C'est le troisième titre de champion du Laos de l'histoire du club.

## Les clubs participants
- MCTPC FC
- Lao-American College FC - Promu de Division 2
- Lao Army Football Club
- National Public Security FC
- Vientiane FC
- Kanlagna FC - Promu de Division 2
- Bank Football Club
- Public Health Ministry FC - Promu de Division 2
- Net-Tech FC - Promu de Division 2
- Thongkahnkham South FC - Promu de Division 2
- National University FC

## Compétition

### Classement
Le classement est établi sur le barème de points classique (victoire à 3 points, match nul à 1, défaite à 0). Pour départager les égalités, on tient d'abord compte de la différence de buts générale, puis du nombre de buts marqués, puis des confrontations directes.
| Rang | Équipe                      | Pts | J  | G  | N | P  | Bp | Bc | Diff |
| ---- | --------------------------- | --- | -- | -- | - | -- | -- | -- | ---- |
| 1    | MCTPC FCT                   | 55  | 20 | 18 | 1 | 1  | 94 | 10 | +84  |
| 2    | Lao-American College FCP    | 41  | 20 | 12 | 5 | 3  | 48 | 11 | +37  |
| 3    | Lao Army Football Club      | 33  | 20 | 8  | 9 | 3  | 40 | 26 | +14  |
| 4    | National Public Security FC | 33  | 20 | 10 | 3 | 7  | 42 | 33 | +9   |
| 5    | Vientiane FC                | 32  | 20 | 9  | 5 | 6  | 42 | 45 | -3   |
| 6    | National University FC      | 25  | 20 | 6  | 7 | 7  | 35 | 28 | +7   |
| 7    | Bank Football Club          | 25  | 20 | 8  | 1 | 11 | 33 | 39 | -6   |
| 8    | Kanlagna FCP                | 25  | 20 | 7  | 4 | 9  | 19 | 35 | -16  |
| 9    | Thongkahnkham South FCP     | 19  | 20 | 5  | 4 | 11 | 34 | 69 | -35  |
| 10   | Net-Tech FCP                | 16  | 20 | 4  | 4 | 12 | 24 | 52 | -28  |
| 11   | Public Health Ministry FCP  | 3   | 20 | 0  | 3 | 17 | 14 | 77 | -63  |

|  | Champion du Laos 2004                            |
|  | Participation au barrage de promotion-relégation |
|  | Relégation en deuxième division                  |
|  | T : Tenant du titre P : Club promu de Division 2 |

### Résultats

#### Barrage de promotion-relégation
Le neuvième de L-League, Thongkahnkham South FC, affronte le troisième de seconde division, Na Video FC, afin de déterminer quel club accède au championnat de première division la saison prochaine. 
| Équipe 1         | Résultat | Équipe 2               |
| ---------------- | -------- | ---------------------- |
| Na Video FC (D2) | 3 - 2    | Thongkahnkham South FC |

- Na Video FC est promu et prend la place de Thongkahnkham South FC en première division.

## Bilan de la saison
| Championnat du Laos de football 2004 |                            |
| Champion                             | MCTPC FC (3e titre)        |
| Qualifications continentales         |                            |
| Coupe du président de l'AFC 2005     | Aucun                      |
| Promotions et relégations            |                            |
| Promus en Division 1                 | Prime Minister's Office FC |
| Promus en Division 1                 | N°8 Road Construction FC   |
| Promus en Division 1                 | Na Video FC                |
| Relégués en Division 2               | Thongkahnkham South FC     |
| Relégués en Division 2               | Net-Tech FC                |
| Relégués en Division 2               | Public Health Ministry FC  |